# سیارک ۱۹۶۶۴
سیارک ۱۹۶۶۴ (به انگلیسی: 19664 Yancey، نامگذاری:1999RV135) نوزده هزار و ششصد و شصت و چهارمین سیارک کشف شده‌است که در ۹ سپتامبر ۱۹۹۹ کشف شد.
قدر مطلق سیارک برابر ۱۸.۶ است.